# Monte Baueria
Il monte Baueria (2960 m s.l.m.) è una montagna delle Alpi Cozie situata in territorio italiano, nell'alta valle Maira.

## Caratteristiche

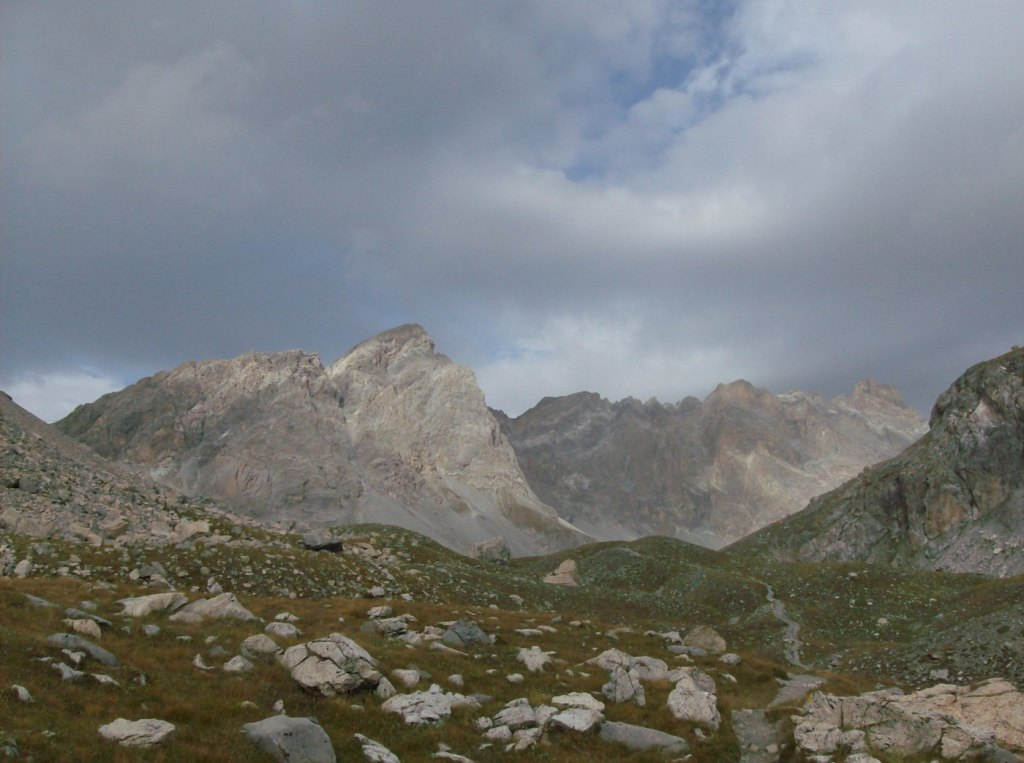
Vista da sud-est

La montagna si trova nel territorio comunale di Acceglio, in provincia di Cuneo.
È un massiccio isolato, che si eleva nel vallonasso di Stroppia, un vasto altopiano calcareo situato in destra orografica della valle Maira, a monte di Acceglio. È idealmente divisa in due da una cresta sommitale diretta da nord-nord-ovest a sud-sud-est; il versante orientale è scosceso, e scende con forte pendenza verso il sottostante vallone; il versante orientale è a sua volta idealmente diviso in due parti: una meridionale, anch'essa notevolmente scoscesa, ed una settentrionale, composta da un pendio abbastanza uniforme che dalla vetta scende in direzione circa perpendicolare alla cresta sommitale fino ad una conca dove si trovano i laghi di Nubiera. Dalla conca, il pendio prosegue verso lo spartiacque alpino principale, raggiungendo il col de Nubiera, tra il Buc de Nubiera e la Rocca Blancia.
La cresta costituisce anche la demarcazione di una discontinuità geologica. La porzione orientale della montagna è costituita da calcari dolomitici e dolomie a struttura brecciata, mentre la porzione occidentale è costituita da scisti carboniosi, argilliti e brecce a matrice dolomitica, spesso a cemento siliceo. Entrambe le formazioni risalgono al Triassico.

## Ascensione alla vetta
La via normale si sviluppa sul versante occidentale, ove la pendenza è inferiore. Si tratta di un percorso di tipo escursionistico, con difficoltà valutata in E/EE.
L'avvicinamento dal versante italiano segue l'inizio del sentiero Dino Icardi con partenza dalla frazione Chiappera di Acceglio. Da qui si sale al rifugio Stroppia, indi al vallonasso di Stroppia, che si risale per lo stesso sentiero fino al primo bivio a sinistra per il col de Nubiera. Si prende a sinistra verso il colle, fino ad arrivare alla conca dei laghi di Nubiera. Da qui, si volge a sinistra verso la cresta meridionale della montagna, e per tracce di sentiero su sfasciumi indicate da ometti si raggiunge la vetta.
È possibile eseguire l'avvicinamento anche dal versante francese, partendo dalla frazione Fouillouse di Saint-Paul-sur-Ubaye e salendo al col de Nubiera, da dove si scende ai laghi di Nubiera. Si può effettuare l'ascensione anche come variante del tour du Brec de Chambeyron, con partenza ed arrivo dalla Francia, oppure come variante del percorso del sentiero Roberto Cavallero.
Punti d'appoggio per l'ascensione possono essere, oltre al già citato rifugio Stroppia, il bivacco Barenghi (per chi arriva dalla Francia o dal sentiero Cavallero) ed il francese Rifugio Chambeyron (per chi esegue il tour du Chambeyron).